# Jorge Semprún
Jorge Semprún (Jorge Semprún y Maura) (Madrid, 1923. december 10. – Párizs, 2011. június 7.) francia nyelven alkotó spanyol író, politikus.

## Életpályája
Polgári értelmiségi családban született. Hat testvére volt. Apja jogászprofesszor, 1931-től Santander és Toledo kormányzója, majd (1936–1939) diplomata volt Hágában.
A spanyol polgárháború elől a család Franciaországba emigrált. Semprún filozófiát és irodalmat tanult a Sorbonne-on. 1942-ben belépett a Spanyol Kommunista Pártba. A német megszállás idején részt vett az ellenállási mozgalomban. A Gestapo 1943-ban letartóztatta. A buchenwaldi koncentrációs táborba került. Ezekből az élményekből született világhírű regénye, A nagy utazás (1963). A felszabadulás után Párizsban telepedett le, ahol a Franco rendszer bukásáig élt.
1946-tól 1952-ig az UNESCO tolmácsa volt Párizsban. Professzionális forradalmárrá vált; először 1953-ban ment illegálisan a francói Spanyolországba. 1954-ben a Spanyol Kommunista Párt központi bizottságának tagja lett. Az 1956-os év politikai fordulatot okozott világképében (a szovjet párt XX. kongresszusa, a lengyel és magyar események). Gondolkodásának megváltozásába belejátszott Lukács György munkásságának megismerése is.
1963-ban jelent meg remekmívű regénye: A nagy utazás (Le Grand voyage), amit magyarul 1964-ben adtak ki (ford.: Réz Pál). Ennek a kora-posztmodern, bonyolult szerkezetű műnek kerettörténete egy négynapos, szörnyű vonatút Buchenwaldba. A könyv címe kétértelmű: másik jelentése egy szellemi utazás, amit saját emlékeiben tesz meg a szerző, felmérni múltját, szellemi és politikai eszmélését.
Már látom, hogyan alakulnak a fiúk régi frontharcosokká. Én nem vagyok régi frontharcos. Én majdani frontharcos vagyok.
Semprún 1964-ben szembekerült Santiago Carillóval, az SKP főtitkárával. Ennek következtében kizárták a pártból.
1965-ben jelent meg A háborúnak vége (La Guerre est finie) című forgatókönyve, amiből Alain Resnais készített maradandó értékű filmet. A film annak idején Magyarországon dobozban maradt, bár szinkronja elkészült. 1967-ben jelent meg Az ájulás (L’Évanouissement) című regénye (magyarul 1968-ban jelent meg).
Az 1968-as csehszlovákiai események hatására az író végleg szembefordult a kommunista eszmékkel.
1968-ban jelent meg a Ramon Mercader második halála (La Deuxième mort de Ramon Mercader) című regénye. Ez a könyv a történelmi parabola és a kémregény keveréke, keserű leszámolás a bolsevik forradalom következményeivel.
1988-ban térhetett haza Madridba, ahol 1988–1991 között kulturális miniszter volt.
Az írót 2011. június 7-én este, párizsi otthonában érte a halál.

## Művei

### Regények
- 1963 – A nagy utazás (francia nyelven íródott, Le Grand voyage)
- 1965 – A háborúnak vége (La Guerre est finie)
- 1967 – Az ájulás (francia nyelven íródott, L’Évanouissement)
- 1968 – Ramon Mercader második halála (francia nyelven íródott, La Deuxième mort de Ramon Mercader)
- 1977 – Federico Sánchez önéletrajza (Autobiografía de Federico Sánchez)
- 1980 – De szép vasárnap! (francia nyelven íródott, Quel beau dimanche!)
- 1981 – Zagyvaság (francia nyelven íródott, L’Algarabie)
- 1986 – A fehér hegy (francia nyelven íródott, La Montagne blanche)
- 1987 – Nyecsajev visszatér (francia nyelven íródott, Netchaïev est de retour)
- 1993 – Szivélyes üdvözlettel Federico Sanchez (francia nyelven íródott, Federico Sanchez vous salue bien)
- 1994 – Írni vagy élni (francia nyelven íródott, L’Écriture ou la vie)
- 2000 – Tündöklő nyaraink gyors tüze (francia nyelven íródott, Adieu, vive clarté...)
- 2001 – Le Mort qu'il faut (francia nyelven íródott)
- 2006 – Húsz év, egy nap (Spanyol nyelven íródott, Veinte años y un día)

### Forgatókönyvek
- 1966: Objectif 500 millions, rendezte Pierre Schoendoerffer
- 1966: A háborúnak vége (La Guerre est finie), rend. Alain Resnais
- 1969: Z, avagy egy politikai gyilkosság anatómiája, rend. Costa-Gavras
- 1970: Vallomás (L'Aveu), rend. Costa-Gavras
- 1972: A merénylők (L'Attentat), rend. Yves Boisset
- 1974: Les Deux mémoires : írta és rendezte
- 1974: Stavisky (Stavisky), rend. Alain Resnais
- 1975: Különleges ügyosztály (Section spéciale), rend. Costa-Gavras
- 1976: Menekülés Görögországból (Une femme à sa fenêtre), rend. Pierre Granier-Deferre
- 1978: Les Routes du sud, rend. Joseph Losey
- 1986: Les Trottoirs de Saturne, rend. Hugo Santiago
- 1991: Nyecsajev visszatér (Netchaïev est de retour), rend. Jacques Deray : Dan Franck és Jacques Deray adaptációja Semprún regényéből
- 1995: A Dreyfus-ügy (L'Affaire Dreyfus), rend. Yves Boisset (TV)
- 1997: K úr (K), rend. Alexandre Arcady
- 2010: Ah, c'était ça la vie!, rend. Franck Apprederis (TV)
- 2011: Le Temps du silence, rend. Franck Apprederis (TV)

## Magyar kiadások
- A nagy utazás (regény) – Bp.: Európa Kvk, 1964 (ford. Réz Pál)[2]
- Az ájulás (regény) – Bp.: Európa Kvk, 1968 (ford. és utószó Réz Pál)
- A háborúnak vége (forgatókönyv) – Bp.: Magvető Kvk, 1969 (ford. Rayman Katalin) (Világkönyvtár sorozat)
- A nagy utazás ; Az ájulás (regények) – Bp.: Európa Kvk, 1973 (ford. Réz Pál) (Európa zsebkönyvek sorozat)
- Ramón Mercader második halála (regény) – Bp.: Európa Kvk, 1990 (ford. Szabolcs Katalin) ISBN 963-07-5029-5
- De szép vasárnap! (regény) – Bp.: Európa Kvk, 1992 (ford. Kamocsay Ildikó) ISBN 963-07-5492-4
- Írni vagy élni (regény, emlékirat) – Bp.: Ab Ovo Kiadó, 1995 (ford. Szoboszlai Margit) ISBN 963-7853-44-8
- Tündöklő nyaraink gyors tüze... (visszaemlékezés, emlékirat) – Bp.: Ab Ovo Kiadó, 2000 (ford. Szoboszlai Margit) ISBN 963-7853-86-3
- Húsz év, egy nap (regény) – Bp.: Európa Kvk, 2006 (ford. Pál Ferenc) ISBN 963-07-7972-2
- A nagy utazás (regény) – Bp.: Európa Kvk, 2007 (ford. Réz Pál) (Európa diákkönyvtár sorozat) ISBN 978-963-07-8318-7[3]